# Comité d'éducation à la santé et à la citoyenneté
Créé par le décret 2005-1145 du 9 septembre 2005, le Comité d'éducation à la santé et à la citoyenneté est une des commissions du conseil d'administration du collège et du lycée en France.

## Attributions
L'article 30-4 du décret 85-924 notifiant le fonctionnement des établissements publics locaux d'enseignement (EPLE) donne au Comité diverses missions tenant aux domaines de l'hygiène, de la santé et de la citoyenneté :
- Il assure la formation citoyenne des lycéens durant leur scolarité et les prépare à leur vie de citoyen.
- Il aide à la conception d'un plan de prévention et de lutte contre la violence dans les établissements scolaires.
- Le Comité propose devant le Conseil d'Administration un programme d'aide en direction des parents d'élèves en difficulté et lutte contre toutes les formes d'exclusion.
- Enfin, il définit un programme d'éducation et d'information sur la sexualité et les identités sexuelles ainsi que sur la prévention des comportements à risques.

Le Comité se réunit sur l'appel du chef d'établissement ou sur la demande du Conseil d'Administration.